# Самуеле Роси
Самуеле Роси (сеј. Samuele Rossi; 22. јануар 2001) сејшелски је пливач чија ужа специјалност су трке слободним и леђним стилом. 

## Спортска каријера
На међународним сениорским такмичењима је дебитовао као петнаестогодишњак, на светском првенству у малим базенима у Виндзору 2016. године. Потом су, две године касније, уследила учешћа на Играма комонвелта у Гоулд Коусту и Светском првенству у малим базенима у Хангџоуу. 
На светским првенствима у великим базенима је дебитовао у корејском Квангџуу 2019, где се такмичио у три дисциплине. Пливао је у квалификационим тркама на 50 слободно (91) и 50 леђно (69. место), односно у микс штафети 4×100 слободно која је заузела 26. место. 
Био је члан сејшелске репрезентације и на Афричким играма у Рабату 2019. године.